# Günter Raphael
Günter Albert Rudolf Raphael (ur. 30 kwietnia 1903 w Berlinie, zm. 19 października 1960 w Herford) – niemiecki kompozytor.

## Życiorys
Był synem Georga Raphaela, kapelmistrza kościoła św. Mikołaja w Berlinie. W latach 1922–1925 studiował w berlińskiej Hochschule für Musik u Maxa Trappa (fortepian), Waltera Fischera (organy) i Roberta Kahna (kompozycja). Uczył się też prywatnie w Darmstadcie u Arnolda Mendelssohna. Od 1926 do 1934 roku wykładał w Landeskonservatorium i Kirchenmusikalisches Institut w Lipsku. W 1934 roku jako posiadający żydowskich przodków został zwolniony i wyrzucony z Reichmusikkammer. Objęty w III Rzeszy zakazem pracy, mieszkał w Meiningen.
W latach 1945–1948 uczył muzyki w Laubach. Od 1949 do 1953 roku był wykładowcą konserwatorium w Duisburgu. Wykładał także w konserwatorium w Moguncji (1956–1958) i Hochschule für Musik w Kolonii (1958–1960).

## Twórczość
W swojej twórczości nawiązywał początkowo do dorobku niemieckiego romantyzmu. W okresie III Rzeszy, odizolowany od publicznego życia muzycznego, zaczął zbliżać się stylistycznie do twórczości Paula Hindemitha, kontynuował też tradycje Brahmsa i Regera w zakresie twórczości religijnej, o silnie chrześcijańskim przesłaniu. W późniejszym okresie zaczął sięgać po nowsze techniki dźwiękowe, przyswajając elementy serializmu.

## Wybrane kompozycje
(na podstawie materiałów źródłowych)

### Utwory orkiestrowe
- 5 symfonii (I 1926, II 1932, III 1942, IV 1942–1947, V 1953)
- Temat, wariacja i rondo (1927)
- 2 koncerty skrzypcowe (I 1929, II 1960)
- Wariacja na temat szkockiej melodii ludowej (1930)
- Koncert kameralny na skrzypce i orkiestrę kameralna (1930)
- Divertimento (1932)
- Koncert organowy (1936)
- Smetana Suite (1938)
- Sinfonietta (1938)
- Symphonische Fantasie na skrzypce i smyczki (1940)
- Jabonah Suite (1948)
- Reger Suite (1948)
- Sinfonia breve (1949)
- Concertino na saksofon altowy i orkiestrę kameralną (1951)
- Die vier Jahreszeiten na smyczki (1953)
- Zoologica (1958)

### Utwory kameralne
- 2 kwintety klarnetowe (1924)
- Trio na fortepian, skrzypce i wiolonczelę (1925)
- Trio na flet, wiolonczelę i fortepian (1938)
- Trio na flet, skrzypce i altówkę (1940)
- Trio na 2 skrzypiec i altówkę (1941)
- Trio na klarnet, wiolonczelę i fortepian (1950)
- 2 sonaty na altówkę i fortepian (1925, 1926)
- Sonata na flet i fortepian (1925)
- 2 sonaty na skrzypce i fortepian (1926, 1968)
- Sonata na wiolonczelę i fortepian (1926)
- Sonata na obój i fortepian (1933)
- Sonata na skrzypce i organy (1934)
- 4 kwartety smyczkowe (1926, 1926, 1930, 1945)
- Kwintet smyczkowy (1927)
- 9 sonat na instrumenty solowe (1940–1946)
- 6 sonat podwójnych na różne instrumenty (1940–1946)
- Kwintet na instrumenty dęte drewniane (1945)

### Utwory wokalno-instrumentalne
- Kantata (1926)
- Requiem (1927–1928)
- Te Deum (1930)
- Palmström-Sonate (1950)
- Busskantate (1952)
- Judaica-Kantate (1955)
- Von der grossen Weisheit (1956)